# Renato Zero

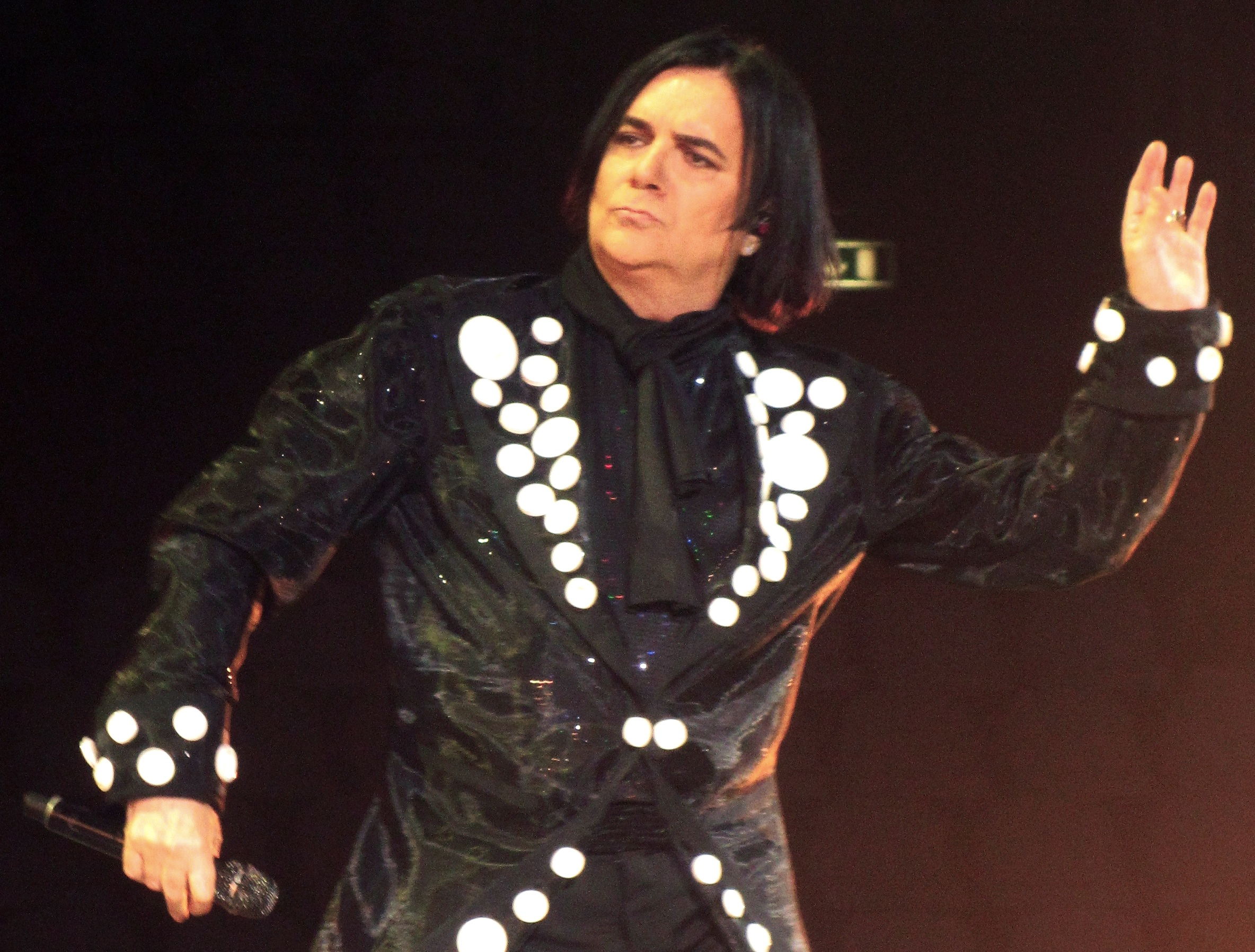
Renato Zero (2013)

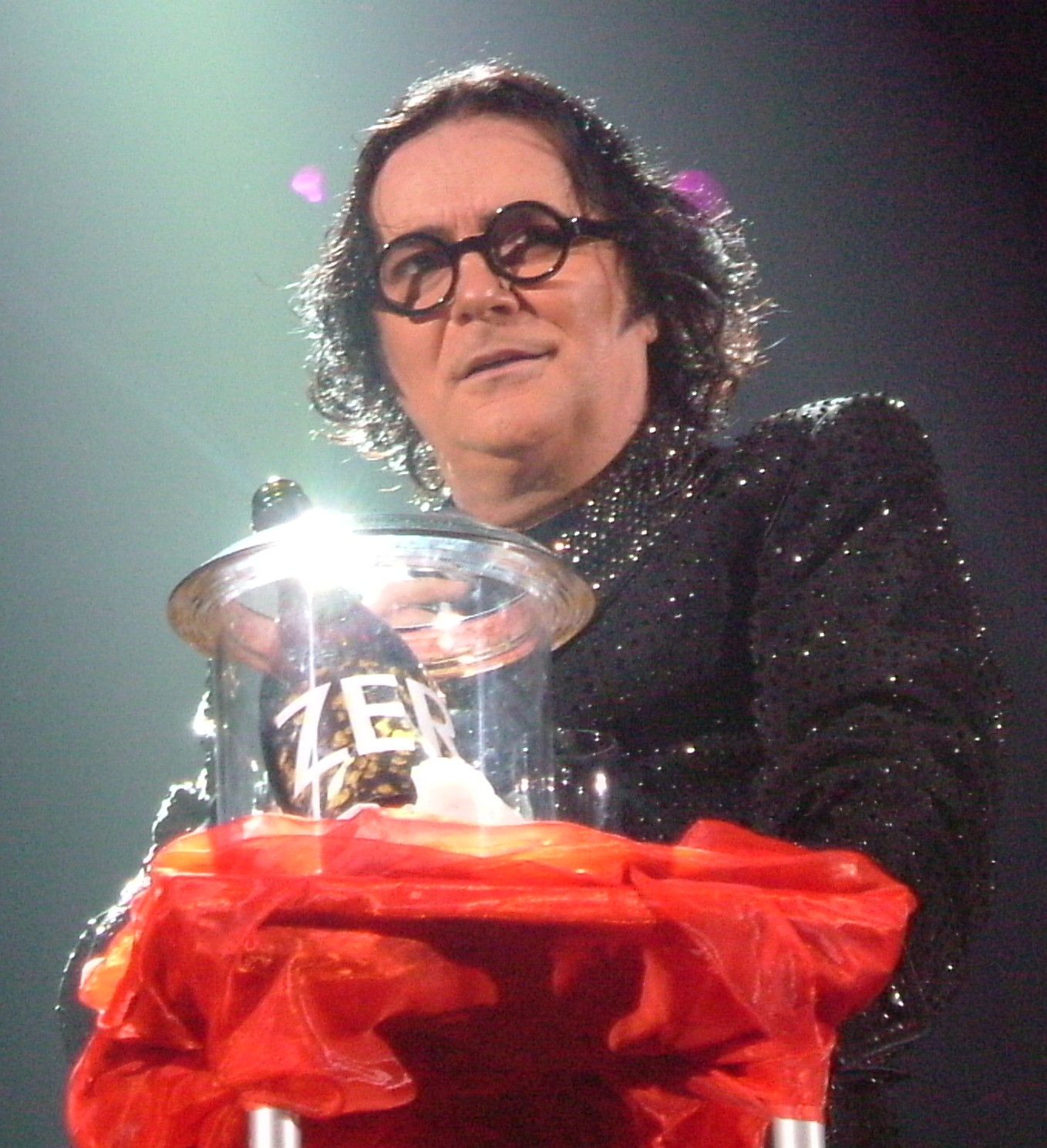
Der Künstler (2009)

Renato Zero [reˈnaːto ˈd͡zɛːro] (* 30. September 1950 in Rom als Renato Fiacchini) ist ein italienischer Sänger, Cantautore, Komponist und Schauspieler. Der nonkonformistische und exzentrische Künstler gilt als Hauptvertreter des italienischen Glam Rock und konnte besonders durch die betonte Mehrdeutigkeit seiner Auftritte, seines Kleidungsstils und seiner Liedinhalte den Rang eines „Phänomens“ in der italienischen Musikszene erreichen. Mit 16 Nummer-eins-Alben und fünf Nummer-eins-Hits gelangen ihm bis heute auch große Verkaufserfolge.

## Biografie
Schon in jungen Jahren war Fiacchini ein regelmäßiger Besucher des Piper-Clubs in seiner Heimatstadt Rom, wo er auch die Bekanntschaft der Bertè-Schwestern (Loredana Bertè und Mia Martini) machte. Zusammen mit ihnen trat er fortan in Fernsehshows der RAI als Tänzer auf, ein Job, zu dem ihnen Don Lurio verholfen hatte. 1969 hatte er eine Statistenrolle in Fellinis Satyricon und spielte in der italienischen Version des Musicals Hair sowie der Rockoper Orfeo 9 (als Musical wie als Film) mit. Sein Debüt als Sänger machte Renato Zero 1973 mit dem Album No! Mamma, no!, der Durchbruch gelang ihm mit dem vierten Album Zerofobia (1977).
Ab 1979 veröffentlichte Zero seine Alben unter seinem eigenen Label Zerolandia, beginnend mit dem Album EroZero. Außerdem kam der Film Ciao Nì heraus, in dem Zero seine erste und einzige Film-Hauptrolle spielte. Nach fünf Nummer-eins-Alben und zwei Nummer-eins-Hits ging Zeros Popularität Ende der 80er-Jahre zurück, doch schon 1991 kehrte er durch seine Teilnahme am Sanremo-Festival mit dem Lied Spalle al muro von Mariella Nava wieder ins Rampenlicht zurück. Eine weitere erfolgreiche Festivalteilnahme erfolgte schon 1993 (mit Ave Maria). Dem folgte eine stilistische Neuausrichtung und die Gründung des neuen Labels Fonopoli. Ende der 90er-Jahre erreichte er mit Amore dopo amore, dem meistverkauften Album des Jahres 1998, und der anschließenden Tournee einen neuen Höhepunkt des Erfolgs. 2000 moderierte er auf Rai 1 die Sendung Tutti gli Zeri del mondo, in der er mit einer Vielzahl von Musikerkollegen auftrat; daraus ging das gleichnamige Album hervor. Die Sendung erwies sich jedoch nur als mäßiger Erfolg.
Mit La curva dell’angelo, das in Zusammenarbeit mit u. a. Ennio Morricone entstanden war, kehrte Zero 2001 wieder an die Spitze der Albumcharts zurück. Auch das Album Cattura von 2003 erwies sich als großer Erfolg, und aus der anschließenden Tournee ging 2004 das Livealbum Figli del sogno hervor. Das nächste Studioalbum war Il dono (2005), nach einer weiteren erfolgreichen Tournee, die 2007 mit dem Telegatto als Beste Tournee des Jahres ausgezeichnet wurde, erschien 2006 das Best-of-Album Renatissimo!. 2009 kam Presente heraus, dem ZeroNoveTour presente nachfolgte, das sowohl das Studioalbum als auch Liveaufnahmen und eine DVD enthielt und 2010 mit Diamant ausgezeichnet wurde. Auch das zweigeteilte Album Amo bewies 2013 erneut Zeros anhaltenden Erfolg. 2015 wurde in Rom eine Ausstellung über Zero abgehalten.

## Diskografie

### Studioalben
- 1973: No! Mamma, no!
- 1974: Invenzioni
- 1976: Trapezio

| Jahr | Titel Musiklabel                         | Höchstplatzierung, Gesamtwochen, AuszeichnungChartplatzierungen (Jahr, Titel, Musiklabel, Platzierungen, Wochen, Auszeichnungen, Anmerkungen) | Höchstplatzierung, Gesamtwochen, AuszeichnungChartplatzierungen (Jahr, Titel, Musiklabel, Platzierungen, Wochen, Auszeichnungen, Anmerkungen) | Anmerkungen                                                                                   |
| Jahr | Titel Musiklabel                         | IT | CH | Anmerkungen                                                                                   |
| ---- | ---------------------------------------- | --- | --- | --------------------------------------------------------------------------------------------- |
| 1977 | Zerofobia RCA                            | IT5 (26 Wo.)IT | — |                                                                                               |
| 1978 | Zerolandia                               | IT3 (30 Wo.)IT | — | Edition Dischi d’oro 2000 Platz 52 (7 Wochen) der FIMI-Charts 2013 erneut Platz 78 (2 Wochen) |
| 1979 | EroZero Zerolandia                       | IT1 (23 Wo.)IT | — | Edition Dischi d’oro 2000 Platz 80 (1 Woche) der FIMI-Charts                                  |
| 1980 | Tregua Zerolandia                        | IT1 (28 Wo.)IT | — | 2010 Platz 23 (4 Wochen) der FIMI-Charts                                                      |
| 1981 | Artide Antartide Zerolandia              | IT1 (22 Wo.)IT | — | 2010 Platz 26 (4 Wochen) der FIMI-Charts                                                      |
| 1982 | Via Tagliamento 1965/1970 Zerolandia     | IT1 (21 Wo.)IT | — | 2010 Platz 28 (4 Wochen) der FIMI-Charts                                                      |
| 1983 | Calore Zerolandia                        | IT2 (18 Wo.)IT | — |                                                                                               |
| 1984 | Leoni si nasce Zerolandia                | IT6 (12 Wo.)IT | — |                                                                                               |
| 1986 | Soggetti smarriti Zerolandia             | IT3 (13 Wo.)IT | — |                                                                                               |
| 1987 | Zero Zerolandia                          | IT13 Gold (2023) · (8 Wo.)IT | — |                                                                                               |
| 1989 | Voyeur Zerolandia                        | IT18 (7 Wo.)IT | — | 2011 Platz 53 (2 Wochen) der FIMI-Charts                                                      |
| 1991 | La coscienza di Zero Zerolandia          | IT14 (7 Wo.)IT | — |                                                                                               |
| 1993 | Quando non sei più di nessuno Zerolandia | IT5 (10 Wo.)IT | — |                                                                                               |
| 1994 | L’imperfetto Fonopoli                    | IT3 (11 Wo.)IT | — |                                                                                               |
| 1995 | Sulle tracce dell’imperfetto Fonopoli    | IT2 (21 Wo.)IT | — |                                                                                               |
| 1998 | Amore dopo amore Fonopoli                | IT2 (51 Wo.)IT | — |                                                                                               |
| 2000 | Tutti gli Zeri del mondo Fonopoli        | IT3 (28 Wo.)IT | — |                                                                                               |
| 2001 | La curva dell’angelo Tattica             | IT1 (46 Wo.)IT | — |                                                                                               |
| 2003 | Cattura Tattica                          | IT1 (53 Wo.)IT | CH79 (1 Wo.)CH | Erstveröffentlichung: November 2003                                                           |
| 2005 | Il dono Tattica                          | IT1 (37 Wo.)IT | CH49 (6 Wo.)CH | Erstveröffentlichung: 18. November 2005                                                       |
| 2009 | Presente Tattica                         | IT1 (59 Wo.)IT | — | Erstveröffentlichung: 20. März 2009                                                           |
| 2013 | Amo – Capitolo I Tattica                 | IT1 Platin · (40 Wo.)IT | — | Erstveröffentlichung: 12. März 2013 Verkäufe: + 60.000                                        |
| 2013 | Amo – Capitolo II Tattica                | IT1 Platin · (26 Wo.)IT | — | Erstveröffentlichung: 29. Oktober 2013 Verkäufe: + 50.000                                     |
| 2016 | Alt Tattica                              | IT1 (40 Wo.)IT | — | Erstveröffentlichung: 8. April 2016                                                           |
| 2017 | Zerovskij… Solo per amore Tattica        | IT1 Gold · (16 Wo.)IT | CH52 (1 Wo.)CH | Erstveröffentlichung: 12. Mai 2017 Verkäufe: + 25.000                                         |
| 2019 | Zero il folle Tattica                    | IT1 Gold · (15 Wo.)IT | CH86 (2 Wo.)CH | Erstveröffentlichung: 4. Oktober 2019 Verkäufe: + 25.000                                      |
| 2020 | Zerosettanta – Volume 3 Tattica          | IT2 Gold · (20 Wo.)IT | CH80 (1 Wo.)CH | Erstveröffentlichung: 30. September 2020 Verkäufe: + 25.000                                   |
| 2020 | Zerosettanta – Volume 2 Tattica          | IT1 Gold · (18 Wo.)IT | CH51 (2 Wo.)CH | Erstveröffentlichung: 30. Oktober 2020 Verkäufe: + 25.000                                     |
| 2020 | Zerosettanta – Volume 1 Tattica          | IT2 Gold · (15 Wo.)IT | CH57 (3 Wo.)CH | Erstveröffentlichung: 27. November 2020 Verkäufe: + 25.000                                    |

grau schraffiert: keine Chartdaten aus diesem Jahr verfügbar

### Livealben
| Jahr | Titel Musiklabel                          | Höchstplatzierung, Gesamtwochen, AuszeichnungChartplatzierungen (Jahr, Titel, Musiklabel, Platzierungen, Wochen, Auszeichnungen, Anmerkungen) | Höchstplatzierung, Gesamtwochen, AuszeichnungChartplatzierungen (Jahr, Titel, Musiklabel, Platzierungen, Wochen, Auszeichnungen, Anmerkungen) | Anmerkungen                                               |
| Jahr | Titel Musiklabel                          | IT | CH | Anmerkungen                                               |
| ---- | ----------------------------------------- | --- | --- | --------------------------------------------------------- |
| 1981 | Icaro Zerolandia                          | IT1 (30 Wo.)IT | — |                                                           |
| 1984 | Identikit Zerolandia                      | IT15 (5 Wo.)IT | — |                                                           |
| 1991 | Prometeo Zerolandia                       | IT4 (11 Wo.)IT | — | 2010 auf Platz 24 der FIMI-Charts eingestiegen (4 Wochen) |
| 1999 | Amore dopo amore, tour dopo tour Fonopoli | IT1 (41 Wo.)IT | — |                                                           |
| 2004 | Figli del sogno Tattica                   | IT2 (42 Wo.)IT | — | Erstveröffentlichung: 5. November 2004                    |
| 2010 | ZeroNoveTour presente Tattica             | IT2 Diamant · (32 Wo.)IT | — | Verkäufe: + 350.000                                       |
| 2016 | Arenà – Renato Zero si racconta Tattica   | IT9 Gold · (22 Wo.)IT | — | Erstveröffentlichung: 2. Dezember 2016 Verkäufe: + 25.000 |
| 2018 | Zerovskij… Solo per amore – live Tattica  | IT3 (5 Wo.)IT | — | Erstveröffentlichung: 18. Mai 2018                        |
| 2018 | Alt in Tour Tattica                       | IT6 (6 Wo.)IT | — | Erstveröffentlichung: 30. November 2018                   |

grau schraffiert: keine Chartdaten aus diesem Jahr verfügbar

### Kompilationen
| Jahr                | Titel Musiklabel           | Höchstplatzierung, Gesamtwochen, AuszeichnungChartplatzierungen (Jahr, Titel, Musiklabel, Platzierungen, Wochen, Auszeichnungen, Anmerkungen) | Höchstplatzierung, Gesamtwochen, AuszeichnungChartplatzierungen (Jahr, Titel, Musiklabel, Platzierungen, Wochen, Auszeichnungen, Anmerkungen) | Anmerkungen |
| Jahr                | Titel Musiklabel           | IT | CH | Anmerkungen |
| ------------------- | -------------------------- | --- | --- | --- |
| 1993                | Zerofavola RCA             | IT23 Gold (2015) · (3 Wo.)IT | — | 2009 Platz 48 der FIMI-Charts (4 Wochen) Verkäufe: + 25.000                                                    |
| 1994                | Zerofavola 2 RCA           | IT24 (1 Wo.)IT | — | |
| 1996                | Zero RCA                   | IT25 (12 Wo.)IT | — | |
| 1996                | Le origini RCA             | IT10 (12 Wo.)IT | — | |
| 1997                | Zero 70 RCA                | IT4 (15 Wo.)IT | — | |
| 1999                | I miti musica RCA          | IT9 (7 Wo.)IT | — | |
| 2000                | I miei numeri Fonopoli     | IT4 (16 Wo.)IT | — | Erstveröffentlichung: Mai 2000                                                                                 |
| 2000                | Zeromondo RCA              | IT39 (4 Wo.)IT | — | |
| 2006                | Renatissimo! Tattica       | IT3 (64 Wo.)IT | — | |
| 2007                | Doppio Zero Tattica        | IT23 (11 Wo.)IT | — | Erstveröffentlichung: 25. Mai 2007                                                                             |
| 2008                | Zero infinito RCA          | IT15 (13 Wo.)IT | — | Erstveröffentlichung: 3. Oktober 2008                                                                          |
| 2009                | Zerobest Sony/BMG          | IT68 (5 Wo.)IT | — | |
| 2010                | Segreto amore Tattica      | IT3 Platin · (19 Wo.)IT | — | Erstveröffentlichung: 15. November 2010 Verkäufe: + 60.000                                                     |
| 2011                | Puro spirito Tattica       | IT5 Platin · (16 Wo.)IT | — | Erstveröffentlichung: 29. November 2011 Verkäufe: + 60.000                                                     |
| 2013                | Amo – Capitolo III Tattica | IT22 (7 Wo.)IT | — | Erstveröffentlichung: 26. November 2013 Sammlung der beiden Studioalben Amo – Capitolo I und Amo – Capitolo II |
| 2020                | Zerosettanta Tattica       | IT82 (1 Wo.)IT | — | Erstveröffentlichung: 27. November 2020 Vinyl-Boxset                                                           |
| 2022                | Atto di fede               | — | CH88 (1 Wo.)CH | Erstveröffentlichung: 8. April 2022 Mediabook mit Doppel-CD, enthält bisher unveröffentlichter Titel           |
| 2023                | Autoritratto               | IT2 Gold · (8 Wo.)IT | CH100 (1 Wo.)CH | Erstveröffentlichung: 8. Dezember 2023 Verkäufe: + 25.000                                                      |
|                     | Nummer-eins-Alben          | IT16IT | CH—CH | |
| Top-10-Alben        | IT41IT                     | CH—CH | | |
| Alben in den Charts | IT55IT                     | CH9CH | | |

### Singles (Auswahl)
| Jahr                  | Titel Album                                                   | Höchstplatzierung, Gesamtwochen, AuszeichnungChartplatzierungen (Jahr, Titel, Album, Platzierungen, Wochen, Auszeichnungen, Anmerkungen) | Höchstplatzierung, Gesamtwochen, AuszeichnungChartplatzierungen (Jahr, Titel, Album, Platzierungen, Wochen, Auszeichnungen, Anmerkungen) | Anmerkungen                                               |
| Jahr                  | Titel Album                                                   | IT | CH | Anmerkungen                                               |
| --------------------- | ------------------------------------------------------------- | --- | --- | --------------------------------------------------------- |
| 1977                  | Mi vendo Zerofobia                                            | IT8 Gold (2024) · (15 Wo.)IT | — | Verkäufe: + 50.000                                        |
| 1978                  | Triangolo Zerolandia                                          | IT2 Platin (2024) · (25 Wo.)IT | — | Verkäufe: + 100.000                                       |
| 1979                  | Il carrozzone EroZero                                         | IT1 (21 Wo.)IT | — |                                                           |
| 1980                  | Amico Tregua                                                  | IT1 Gold (2021) · (26 Wo.)IT | — | Verkäufe: + 35.000                                        |
| 1981                  | Galeotto fu il canotto / Più su                               | IT2 (18 Wo.)IT | — | 1999 auf Platz 11 der FIMI-Charts eingestiegen (2 Wochen) |
| 1982                  | Soldi Via Tagliamento 1965/1970                               | IT20 (4 Wo.)IT | — |                                                           |
| 1993                  | Ave Maria Quando non sei più di nessuno                       | IT2 (8 Wo.)IT | — |                                                           |
| 1998                  | L’impossibile vivere / Il mercante di stelle Amore dopo amore | IT1 (5 Wo.)IT | — |                                                           |
| 1998                  | Cercami Amore dopo amore                                      | IT3 Platin (2023) · (9 Wo.)IT | — | Verkäufe: + 100.000                                       |
| 1998                  | Dimmi chi dorme accanto a me Amore dopo amore                 | IT4 (2 Wo.)IT | — |                                                           |
| 1998                  | La pace sia con te Amore dopo amore                           | IT6 (3 Wo.)IT | — |                                                           |
| 1999                  | Si sta facendo notte Amore dopo amore, tour dopo tour         | IT3 (6 Wo.)IT | — |                                                           |
| 1999                  | Il coraggio delle idee Amore dopo amore, tour dopo tour       | IT10 (4 Wo.)IT | — |                                                           |
| 2000                  | Tutti gli zeri del mondo Tutti gli Zeri del mondo             | IT1 (9 Wo.)IT | — |                                                           |
| 2002                  | Innocente La curva dell’angelo                                | IT1 (10 Wo.)IT | — |                                                           |
| 2002                  | Qualcuno mi ha ucciso La curva dell’angelo                    | IT14 (8 Wo.)IT | — |                                                           |
| 2003                  | A braccia aperte Cattura                                      | IT2 (13 Wo.)IT | — |                                                           |
| 2004                  | Come mi vorresti Cattura                                      | IT7 (10 Wo.)IT | — |                                                           |
| 2010                  | Segreto amore                                                 | IT60 (2 Wo.)IT | — |                                                           |
| 2011                  | Sorridere sempre Puro spirito                                 | IT24 (3 Wo.)IT | — |                                                           |
| 2011                  | Testimone Puro spirito                                        | IT74 (1 Wo.)IT | — |                                                           |
| 2013                  | Chiedi di me / Madame 2013 Amo – Capitolo I                   | IT84 (2 Wo.)IT | — | fälschlich in den Albumcharts platziert                   |
|                       | Nummer-eins-Singles                                           | IT5IT | CH—CH |                                                           |
| Top-10-Singles        | IT16IT                                                        | CH—CH | |                                                           |
| Singles in den Charts | IT22IT                                                        | CH—CH | |                                                           |

Weitere Singles
- 1983: Spiagge (IT: Gold (2023) )
- 2003: Magari (IT: Gold (2024) )

### Videoalben
| Jahr | Titel Musiklabel | Höchstplatzierung, Gesamtwochen, AuszeichnungChartplatzierungen (Jahr, Titel, Musiklabel, Platzierungen, Wochen, Auszeichnungen, Anmerkungen) | Höchstplatzierung, Gesamtwochen, AuszeichnungChartplatzierungen (Jahr, Titel, Musiklabel, Platzierungen, Wochen, Auszeichnungen, Anmerkungen) | Anmerkungen                        |
| Jahr | Titel Musiklabel | IT | CH | Anmerkungen                        |
| ---- | ---------------- | --- | --- | ---------------------------------- |
| 2011 | SeiZero Tattica  | IT1 (22 Wo.)IT | — | Erstveröffentlichung: 10. Mai 2011 |

## Filmografie
- 1975: Orfeo 9 (Fernsehfilm)
- 1976: Fellinis Casanova (Il Casanova di Federico Fellini)
- 1979: Ciao nì!

## Belege
1. 1 2  Zero, Renato. In: Enciclopedia Treccani. Abgerufen am 29. November 2015 (italienisch).
2. 1 2  Renato Fiacchini (Zero). In: Albo d’Oro. Musica e dischi, abgerufen am 29. November 2015 (italienisch).
3. 1 2 3 4  Biografia di Renato Zero. In: Rockol.it. 2. November 2013, abgerufen am 29. November 2015 (italienisch).
4. ↑  Renato Zero compie 65 anni e presto torna in televisione. In: Tgcom24. Mediaset, 30. September 2015, abgerufen am 29. November 2015 (italienisch).
5. ↑  Prima certificazione delle vendite FIMI: disco di diamante per Renato Zero. In: Rockol.it. 8. September 2010, abgerufen am 29. November 2015 (italienisch).
6. 1 2 3 4  Chartquellen (Alben):
  - M&D-Chartarchiv. Musica e dischi, archiviert vom Original (nicht mehr online verfügbar) am 18. Mai 2015; abgerufen am 19. Mai 2017 (italienisch, kostenpflichtiger Abonnement-Zugang; IT bis 1995).  Info: Der Archivlink wurde automatisch eingesetzt und noch nicht geprüft. Bitte prüfe Original- und Archivlink gemäß Anleitung und entferne dann diesen Hinweis.
  - Guido Racca & Chartitalia: Top 100 FIMI Album. Lulu, 2013, S. 186 f. (IT 1995–2012).
  - Alben von Renato Zero. In: Italiancharts.com. Hung Medien, abgerufen am 11. Dezember 2018 (IT seit 2006).
  - Alben von Renato Zero. In: Hitparade.ch. Hung Medien, abgerufen am 11. Dezember 2018 (CH).
7. 1 2 3 4 5 6 7 8 9 10 11 12 13 14 15 16 17  Archivio certificazioni. FIMI, abgerufen am 10. Oktober 2024 (italienisch).
8. ↑  Chartquellen (Singles):
  - M&D-Chartarchiv. Musica e dischi, archiviert vom Original (nicht mehr online verfügbar) am 18. Mai 2015; abgerufen am 29. November 2015 (italienisch, kostenpflichtiger Abonnement-Zugang; IT bis 1997).  Info: Der Archivlink wurde automatisch eingesetzt und noch nicht geprüft. Bitte prüfe Original- und Archivlink gemäß Anleitung und entferne dann diesen Hinweis.
  - Guido Racca & Chartitalia: Top 100 FIMI Singoli. Lulu, 2013, S. 160 (IT 1997–2012).
  - Singles von Renato Zero. In: Italiancharts.com. Hung Medien, abgerufen am 29. November 2015 (IT seit 2000).
  - Archivio classifiche Top Digital. FIMI, abgerufen am 9. Juli 2024 (italienisch).
9. ↑  Chartquellen (DVDs): WK 19/2011, WK 39/2011, WK 42/2011

| Personendaten    | Personendaten                                    |
| ---------------- | ------------------------------------------------ |
| NAME             | Zero, Renato                                     |
| ALTERNATIVNAMEN  | Fiacchini, Renato (Geburtsname)                  |
| KURZBESCHREIBUNG | italienischer Sänger, Komponist und Schauspieler |
| GEBURTSDATUM     | 30. September 1950                               |
| GEBURTSORT       | Rom                                              |